# П'єр Марі
П'єр Марі (фр. Pierre Marie; 9 вересня 1853 — 13 квітня 1940) — французький невролог, учень та асистент Жана-Мартена Шарко.

## Біографія
П'єр Марі народився 9 вересня 1853 року поблизу Париж. Навчався в школі-інтернаті у Вовесі . Спочатку, наслідуючи батька, він хотів вивчати право, але врешті-решт взявся за медичну освіту. Його вчителями були Жан-Мартен Шарко і Шарль-Джозеф Бушар. У 1883 році йому було присвоєно звання доктора медичних наук на основі захисту дисертації про форми хвороби Грейвса-Баседова. У 1889 році Марі став дійсним професором. З 1897 року працював у Бітреті. У 1907 році почав викладати на кафедрі патологічної анатомії. У 1917 році зайняв кафедру клінічної неврології в Салпетрієрі.

## Особисте життя
П'єр Марі цікавився мистецтвом і зібрав цінну колекцію живопису. Його улюбленими видами спорту були полювання, фехтування та гольф . У нього була дружина та двоє дітей, Андре та Жульєтта. У 1920-х через апендицит померла Жульєтта, а згодом від рожі померла його дружина. Його син Андре працюв в Інституті Пастера, отруївся ботулотоксином і помер у віці 38 років. П'єр Марі помер 13 квітня 1940 року в Ле-Праде.

## Наукові досягнення
Одним з найбільших наукових досягнень Марі є опис акромегалії, завдяки якому він став одним з піонерів ендокринології. Також він першим описав гіпертрофічну легеневу остеоартропатію та ризомелічний спондильоз.
Його ім'ям названа хвороба Шарко-Марі-Тута, яка є найпоширенішим спадковим неврологічним захворюванням.
Інші епоніми, пов'язані з П'єром Марі:
- Атаксія Марі
- Синдром Марі-Фуа-Алажуаніна
- Анартрія Марі
- Хвороба Марі-Штрюмпеля
- Синдром Марі-Лері.

## Вибрані твори
- Des formes frustes de la maladie de Basedow. Thèse de doctorat. Paris, 1883.
- Sclerose en plaques et maladies infectieuses. 1884.
- Sur deux cas d’acromégalie. 1886.
- De la déviation faciale dans l’hémiplégie hystérique.
- Charcot, Marie. Sur une form particulière d'atrophie musculaire progressive; souvent familiale, débutant par les pieds et les jambes et atteignant tard les mains. Rev Méd 6, s. 97 (1886)
- Hystérie dans l’intoxication par le sulfure de carbone. 1888.
- Ostéoarthropathie hypertrophiante pneumique. 1890.
- Essays on Acromegaly. London, 1891.
- Leçons sur les maladies de la moëlle épinière. Paris, 1892.
- Sur l'hérédo-ataxie cérébelleuse. Semaine médicale 13: 444 (1893)
- Leçons de clinique médicale. Hôtel-Dieu, 1894-1895.
- Marie, Robinson. Sur un syndrome clinique et urologique se montrant dans le diabète lévulosurique et caractérisé par un état mélancolique avec insomnie et impuissance. 1897.
- L’évolution du langage considéré au point de vue de l’étude de l’Aphasie. 1897.
- Marie, Sainton. Dysostose cléido-crânienne héréditaire. 1897.
- Spondylose rhizomélique. 1898.
- Marie, Léri. Pagetsche Knochenkrankheit. W: Handbuch der Neurologie, vol IV. Berlin, 1913.
- Marie, Chatelin. Note sur un syndrome de paralysie flasque plus ou moins généralisée avec abolition des reflexes, hyperalbuminose massive et xantochromie vers la guerison et de nature indéterminée. Revue neurologique 30, ss. 564-565 (1916)
- Neurologie, I-II. Paris, 1923.
- Travaux et mémoires. Paris, 1926-1928.